# Chinese windmolen

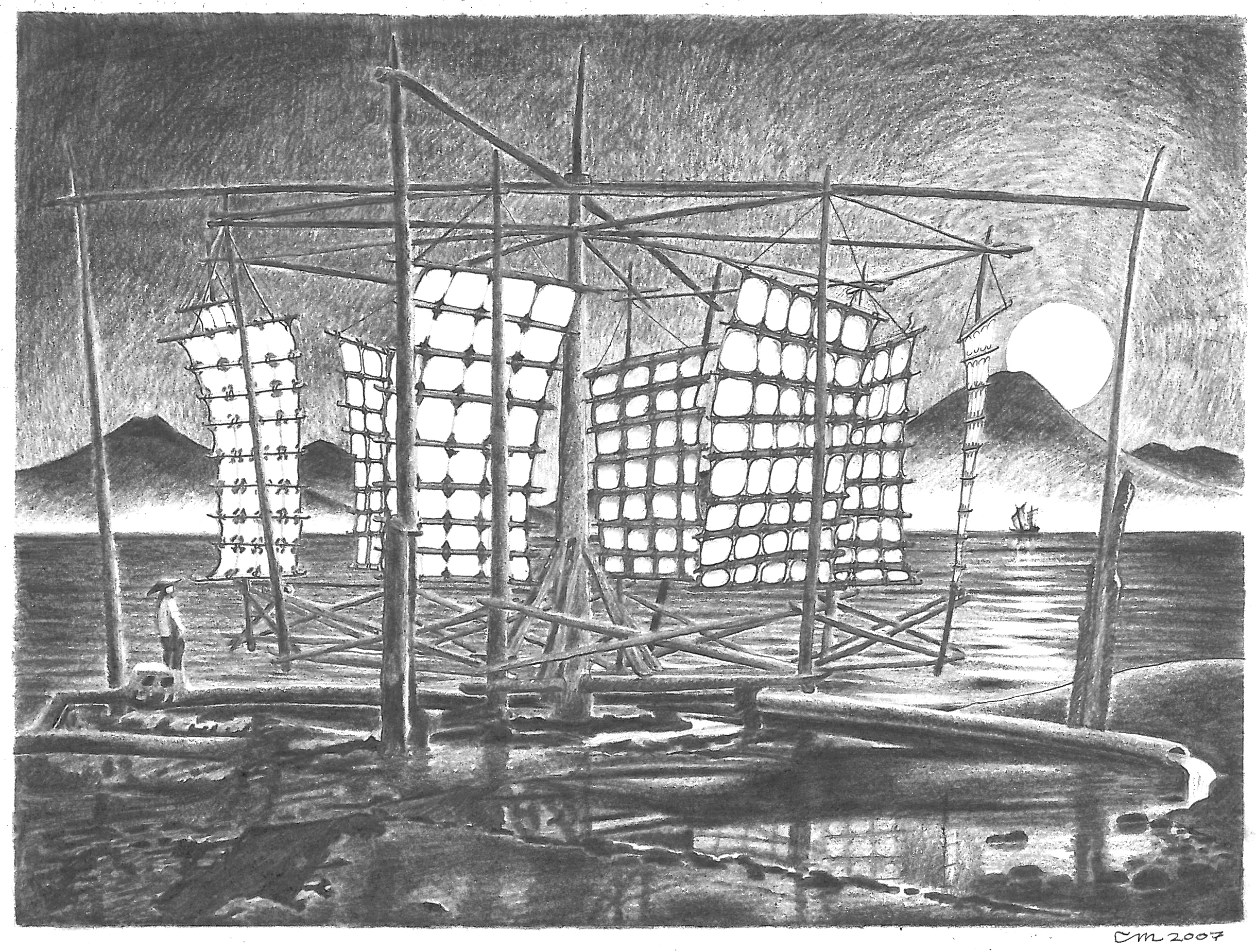
Chinese windmolen (potloodtekening)

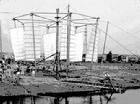
Chinese windmolen

De Chinese windmolen draait als een carrousel met een verticaal staande rotoras rondjes op de begane grond. Een soort jonkzeilen, die in een stervorm om de rotoras zijn aangebracht en die zich vanzelf op de luchtstroming uitrichten, drijven ze aan. Dit historische windmolentype werkt met een techniek, die alleen in China bekend is. Hoewel overwegend ingezet voor irrigatie van velden, werd ze ook als aandrijfmachine voor manufakturele productie toegepast.

## Geschiedenis
China heeft een ver teruggaande geschiedenis van windmolengebruik. Zo werd de watervoorziening van de kustgebieden in Zuidoost-China lange tijd door windenergie verzorgd.
In de in Luoyang, (provincie Liaoning) geopende Han-begraafplaatsen vond men muurschilderingen, die het gebruik van windmolens in China sinds de oosterse Han-dynastie (25-220 na Chr.) aantonen, dus sinds ruim 1700 jaar.
Onafhankelijk daarvan bestaan in de literatuur verschillende afwijkende opgaven m.b.t. de ouderdom van de Chinese windmolens. Zover bekend stamt de eerste vermelding van een windmolen in de Chinese literatuur van Yehlu Chu-Tshai, een Chinees staatsman, die in het verslag van zijn reis naar Turkestan (1219 na Chr.) daarover schrijft. Hierbij zou het echter om een omschrijving van een Perzische windmolen kunnen gaan.
Sinds de Ming-dynastie (1368 - 1644) gebruiken de Chinezen windmolens, om water te pompen en ook voor de bewerking van industriële en landbouwproducten.
Ofschoon ook de Perzische windmolen met een verticale draaias werkt, zijn daar de aandrijfpanelen star en onbewegelijk aan de draaias bevestigd en kunnen zich niet richten in de windstroom. Daarom gebruikt men bij de Perzische windmolen in tegenstelling tot de vrijstaande Chinese windmolen een half open toren, zodat alleen de met de wind meelopende, en niet de tegenlopende, helft van de rotor door de wind aangeblazen wordt.
In het jaar 1959 waren er in de provincie Jiangsu meer dan 200.000 werkende windmolens.

## Techniek
De Chinese windmolen wordt, ofschoon ze niet over moderne aerodynamische vleugelprofielen beschikt, – net zoals de Europese historische windmolens – aangedreven door liftkracht. Omdat haar zeilen zich eenvoudig in een beweging laten hijsen en vastbinden, en zich automatisch op de windrichting uitrichten, kan ze tijdens een gebruiksperiode overwegend autonoom lopen. De zeilen doorlopen zelfstandig in een volle draaiing twee zeilmanoeuvres, het gijpen en het laveren. De bij de Chinese windmolen voorkomende typische jonkzeilen lijken veel op de in Europa bekende zeilen van een logger. Ook loggerzeilen hebben de bedieningsvriendelijke eigenschap, zich zelfstandig op de windstroming te kunnen uitrichten. 
De irrigatie van de rijstvelden werd met een pomptechniek bewerkstelligd, die alleen uit China bekend is, met de "Square Pallet Chain Pump". Deze op een touwpomp lijkende pomp bestond uit een ketting met houten schakels, waaraan steeds een vierkant bord loodrecht staande in een uit het water omhoog lopende houten goot het water door deze goot naar boven transporteerde. Boven en onder aan de goot waren loopwielen aangebracht, waarop de kettingpomp geleid werd. Het bovenste loopwiel werd door een as, met aan het andere einde een tandwiel, door een grote in het horizontale vlak  draaiende houten tandkrans boven het bodemlager van de rotoras van de windmolen, aangedreven. De tanden in deze tandkrans bestonden uit houten pennen, die daarin ingelaten waren. De helling van de houten goten was niet erg steil, ongeveer 20°, hiermee werd slechts een gering hoogteverschil overwonnen. Om op een hoger hefniveau te komen, waren daarom meerdere Chinese windmolens achter elkaar lopend met daarbij behorende waterlopen nodig.

## Toepassingen
Naast de toepassing voor irrigatie van landbouwgebieden werd in kustgebieden voor de zoutwinning ook zeewater in de daar aangelegde zoutpannen gepompt. 